# Chotárny potok (přítok Turně, Zádiel)
Chotárny potok je vodní tok ve Slovenském krasu, levostranný přítok Turně, délka 14 km. Někdy se nazývá též nestandardizovanými názvy Blatný potok nebo i Blatnica.
Pramení na rozhraní Slovenského krasu a Volovských vrchů (podsestava Pipitka), pod Hajdúchovým vrchem (1120 m), v nadmořské výšce cca 945 m. Odděluje dvě planiny Slovenského krasu — Horný vrch na západě a Zádielskou planinu na východě.
V horní části protéká Blatnickou dolinou východním směrem, zprava přibírá krátký přítok zpod Matesovy skály (925 m) a obloukem se stáčí na jihovýchod. Protéká krasovou oblastí v dolní části Blatnické doliny, zprava přibírá Šajbový potok a prořezává se masivem v oblasti Havraní skaly (770 m) do Zádielské tiesňavy.
Zde utváří hluboce zaříznutou kaňonovitou dolinu s více jeskyněmi a skalními útvary. Z pravé strany přibírá Baksovský potok a postupně se stáčí více na jih, na levém břehu odděluje skupinu tzv. Krkavčích skal.
Vtéká do Turnianské kotliny, protéká obcí Zádiel, následně přes Dvorníky, kde vytváří dvě ramena, přičemž hlavní pokračuje na jih, vytváří ostrou zatáčku a pod Dlouhým vrchem (428 m) ústí do Turně. Druhé rameno (Zádielský náhon) pokračuje obloukem na východ, napájí Turnianský rybník, protéká okrajem obce Turňa nad Bodvou a v její blízkosti ústí do Hájského potoka.